# You and Me (пісня Джоан Франки)
«You and Me» — пісня нідерландської співачки Джоан Франки, з якою вона представляла Нідерланди на пісенному конкурсі Євробачення 2012 в Баку. За результатами другого півфіналу, який відбувся 24 травня, композиція не пройшла до фіналу.